# Социалистический вестник
«Социалистический вестник» — журнал, издававшийся заграничной делегацией Российской социал-демократической рабочей партии (меньшевики) в 1921—1965 годах.
Выходил последовательно в Берлине, Париже и Нью-Йорке. Всего вышло 784 номера. Характерной чертой этого эмигрантского журнала была хорошо налаженная связь редакции с корреспондентами в России, в основном, меньшевиками.
Первыми редакторами были Ю. Мартов, Р. Абрамович, Ф. Дан и др. Последний главный редактор — Соломон Шварц.
В журнале печатался П. А. Берлин.
Выясните у моей библиотекарши (если она не знает, у Зиновьева), не могу ли я получить сегодня все последние №№ „Социалистического вестника“ Мартова (особенно статьи Аксельрода)В. И. Ленин, «Записка секретарю», 21 июня 1921